# Gauliga Elsaß 1944/45
Die Gauliga Elsaß 1944/45 war die fünfte Spielzeit der Gauliga Elsaß des Fachamtes Fußball. Die Vereine aus dem Elsass wurden diesmal in zwei Gruppen eingeteilt, deren Sieger die Gaumeisterschaft ausspielen sollten. Kriegsbedingt wurde die Austragung jedoch abgebrochen. Durch den Fortschritt der Westfront war an einem geregelten Spielbetrieb nicht mehr zu denken, es ist unklar ob überhaupt noch einzelne Spiele dieser Gaumeisterschaft stattfanden.
Nach der Kapitulation Deutschlands wurde der Elsass in Frankreich wiedereingegliedert. Die Vereine benannten sich wie zu der Zeit vor der Besetzung und spielten fortan im französischen Ligensystem. 

## Gruppe Unterelsaß (nicht ausgespielt)
- SC Schiltigheim
- TuS Schweighausen
- RSC Straßburg
- SG SS Straßburg
- SV Straßburg (N)

## Gruppe Oberelsaß (nicht ausgespielt)
- FC Hüningen
- FC Kolmar
- SpVgg Kolmar
- FC Mülhausen (M)
- SV Schlettstadt
- SV Wittenheim